# Паул Сете
Паул Сете (Бохум, 12. децембар 1901 — Хамбург, 21. јун 1967) је био немачки новинар и публициста.

## Биографија
Сете је студирао историју уметности, општу историју и германистику. Студије је прекинуо запосливши се као редактор у рајнском Олигсу (део града Золинген). Докторирао је 1932. године на Бонском универзитету радњом „Die ausgebliebene Seeschlacht – Eine Betrachtung der englischen Flottenführung 1911-1915“. Од 1934. ради као уредник и новинар у различитим немачким новинама, а током Другог светског рата и као ратни извештач. После рата пише за Badischen Zeitung, Frankfurter Alllgemeinen Zeitung, Die Welt, Die Zeit и друге новине. Заступао је конзервативна стајалишта и био жестоки критичар спољне политике Конрада Аденауера. Залагао се за зближавање са Истоком. Сете је био један од водећих немачких новинара послератне ере. Новинарски рад је доживљавао као „савест нације“, а као највећу опасност по новинарску професију зависност издавача од крупног капитала.
Уз новинарски посао Сете је налазио времена и за публицистички и рад. Изненада је умро у Хамбургу 21. јуна 1967. године. У берлинском кварту Кладов једна улица је названа по њему.

## Најважнији радови
У публицистичком раду истакао се складно писаним радовима из немачке и опште историје. Његови најважнији радови су: „Europäische Fürstenhöfe damals“ (Европски кнежевски дворови у своје време, Франкфурт на Мајни 1937), „Schicksalsstunden der Weltgeschichte“ (Судбоносни тренуци светске историје, 1952), „Epochen der Weltgeschichte (von Hamurabi bis Kolumbus)“ (Епохе светске историје – од Хамурабија до Колумба, Франкфурт на Мајни 1955), „Zwischen Bonn und Moskau“ (Између Бона и Москве, Франкфурт на Мајни 1956), „Geschichte der Deutschen“ (Историја Немаца, Франкфурт на Мајни 1977). На српски језик је преведна његова књига „Epochen der Weltgeschichte...“ као „Епохе свјетске историје – од Хамурабија до Колумба“, у издању издавачког предузећа „Веселин Маслеша“ Сарајево 1963.